# Belitar Seberang
Belitar Seberang is een bestuurslaag in het regentschap Rejang Lebong van de provincie Bengkulu, Indonesië. Belitar Seberang telt 970 inwoners (volkstelling 2010).